# Conservatoire et Jardin botaniques de la ville de Genève
Pour les articles homonymes, voir CJB.
Portés par une tradition botanique de plus de 200 ans, les Conservatoire et Jardin botaniques de Genève sont un des plus importants jardins botaniques au monde, abritant un herbier de plus de six millions d’échantillons, une bibliothèque de plus de 120'000 volumes ainsi qu’une riche collection de plus de 11'000 espèces différentes de plantes vivantes, dont la plupart sont rares et menacées. L'ensemble du jardin ainsi que ses collections et les deux maisons de maître « Le Chêne » et « La Console » sont inscrits comme biens culturels suisses d'importance nationale.

## Historique

### Aux Bastions

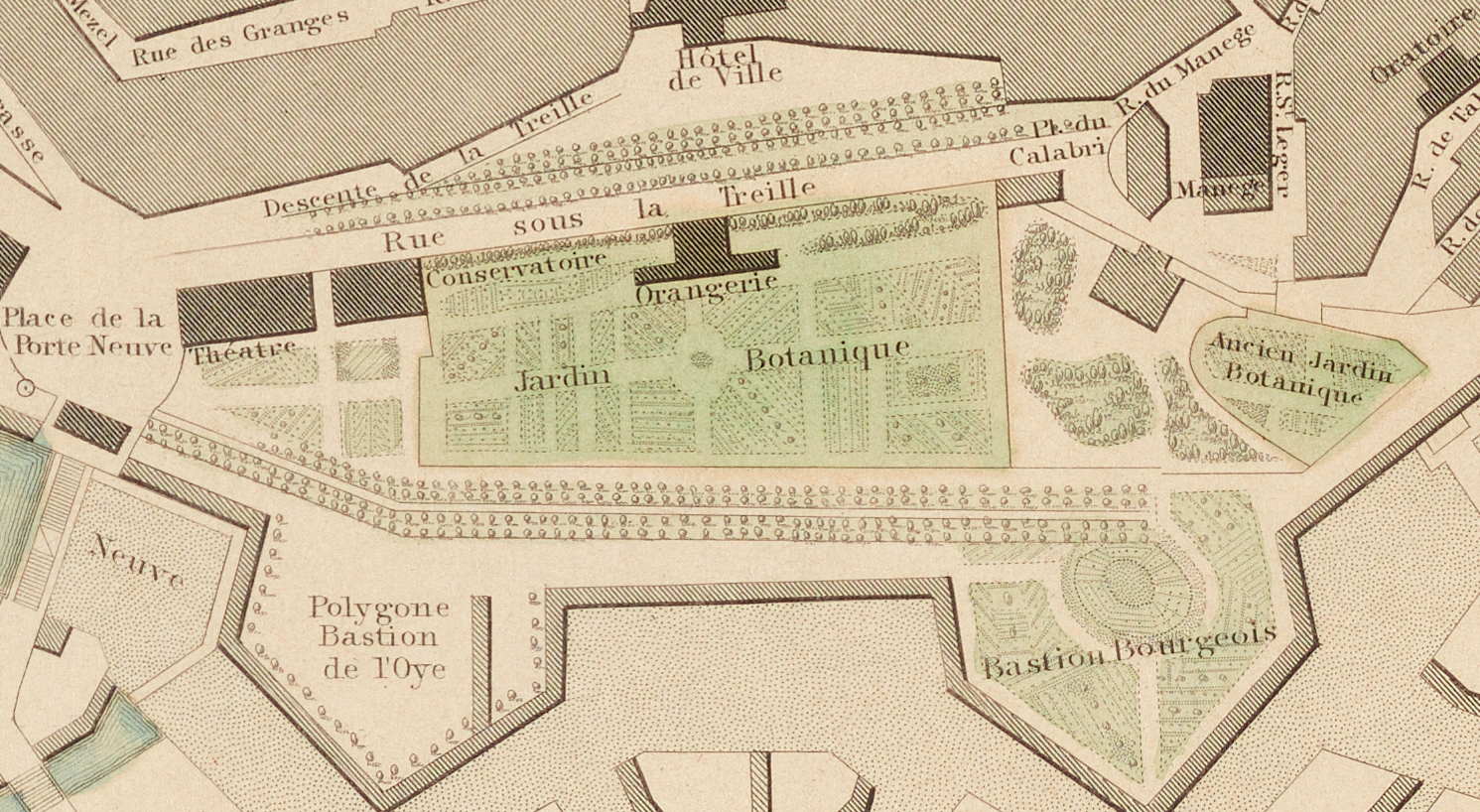
Début des années 1850s, avant la destruction des bastions.

Le premier jardin botanique du Conservatoire et Jardin botaniques de la ville de Genève est inauguré le 19 novembre 1817 dans l'actuel parc des Bastions à l'initiative d'Augustin Pyrame de Candolle qui en sera directeur jusqu'à sa mort en 1841. Celui-ci accepte en 1816 la chaire de professeur d'histoire naturelle à Genève, et y pose comme condition la création d'un jardin botanique sur lequel appuyer son enseignement universitaire. Le jardin est créé grâce à une souscription qui rassemble 284 donateurs.
La maison du jardinier, l'orangerie et les deux serres chaudes, placées contre le mur d'enceinte, sont conçues entre 1817 et 1820 par l'architecte Guillaume-Henri Dufour. Le Conservatoire botanique, abritant une graineterie, des herbiers, une bibliothèque et une salle d'étude, est construit entre 1824 et 1826. Il accueille à partir de 1869 l'herbier Delessert, composé par Jean-Jacques Rousseau pour Madelon Delessert.
Après la mort d'Augustin Pyrame de Candolle en 1841, le jardin est dirigé par son fils Alphonse de Candolle qui démissionne en 1849. Il est ensuite dirigé par Georges Reuter jusqu'au décès de celui-ci. Ce spécialiste des plantes alpines les étudie dans des rocailles construites dans ce but. Jacques Brun et Jean Müller Argoviensis lui succèdent. Le Jardin botanique passe sous la tutelle du Service des Parcs de la ville de Genève de 1865 à 1881.

### Au domaine de l’Ariana

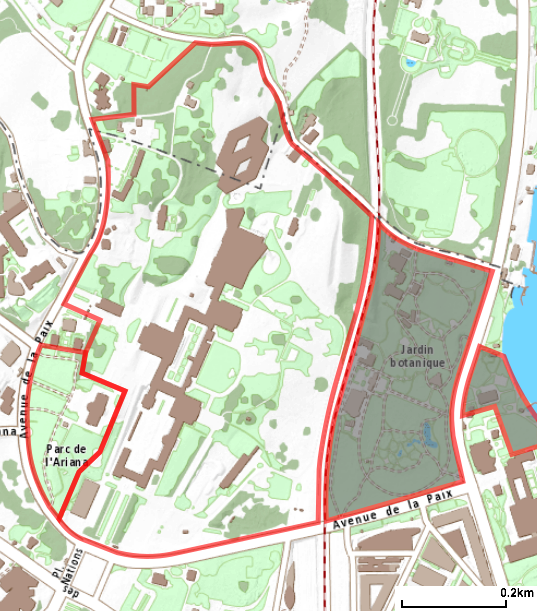
Le jardin botanique à l’est des voies ferrées, au bas du domaine de l’Ariana.

En 1904, sous la direction de John Briquet, le Conservatoire et Jardin botanique déménage sur le domaine de l'Ariana, sur la rive droite du lac Léman. L'architecte paysager Jules Allemand dessine le nouveau Jardin ainsi que ses rocailles, qui reproduisent sur des rochers les régions géographiques de la Suisse et du monde alpin. Le jardin d'hiver est construit en 1910-1911 par l'architecte Henri Juvet, puis déplacé et agrandi en 1935 pour atteindre son aspect actuel.
En 1943, Le Département de l’Instruction publique, l’Université et la Ville de Genève signent une convention pour créer le Centre de botanique, qui rassemblera l’Institut de botanique générale (Université) et l’Institut de botanique systématique (Cjb), elle sera modifiée en 1978.
Sous la direction d'Albert Zimmermann, l'orangerie est construite en 1951 et le petit parc animalier en 1954. À partir de 1965 et sous la direction de Jacques Miège, un nouveau Conservatoire est construit pour abriter l'herbier et la bibliothèque. 
Dans les années soixante, les cultures en carrés rassemblant des plantes de la même famille ou du même genre sont remplacées par des massifs de plantes groupées selon leurs fonctions ou particularités, disposées en quinconce le long d'allées sinueuses. Par exemple les plantes officinales sont disposées selon leurs propriétés. Les problèmes d'hybridation sont ainsi résolus, avec une disposition plus accessible pour le grand public. 
De nouvelles serres terminées en 1983, sont construites en remplacement de trois petits bâtiments. Une serre sera ouverte au public à toutes saisons. D'autres serres destinées à la conservation offrent des climats froid à chaud. 
En 2009, la Ville de Genève fait poser des panneaux solaires thermiques. L'année suivante, une centrale solaire photovoltaïque est installée sur la maison des jardiniers. 
Le Jardin s'étend avec l'acquisition de la terre de Pregny et le contrat d'entretien du château de Penthes.
En 2023, le lasioderme du tabac s'est attaqué aux herbiers de La Console. Se nourrissant des plantes séchées et des papiers, le ravageur a commencé à dégrader une collection de 700 000 échantillons (dont des holotypes). L’opération de sauvetage a impliqué un nombreux personnel en mode trois fois huit, et le déplacement des échantillons dans une bulle où tout l’oxygène est retiré.

## Description
Les Conservatoire et jardin botaniques occupent actuellement un espace de 28 hectares proche du lac et du parc de l'ONU. Le jardin offre un cadre à la promenade comme à la connaissance et propose divers services, dont des ateliers et visites guidées.
Le jardin botanique comprend une collection vivante de 14 000 espèces de 249 familles différentes provenant du monde entier, et le conservatoire un herbier historique de près de six millions d'échantillons botaniques. Les employés peuvent identifier des plantes sauvages apportées par le public et répondre aux questions sur leurs exigences.
Les Conservatoire et Jardin botaniques possèdent une bibliothèque comportant 120 000 ouvrages. 
Ce musée vivant est divisé en plusieurs secteurs : un arboretum, les rocailles et le massif des plantes protégées, les plantes officinales et utilitaires, les serres, les plantes horticoles (dont un « jardin des senteurs et du toucher »), un parc animalier voué à la conservation, et le Botanicum (un espace famille) près du lac. Celui-ci comprend une aire de jeux et contes pour les petits et le Carrousel des Fables, construit par une institution de réinsertion.

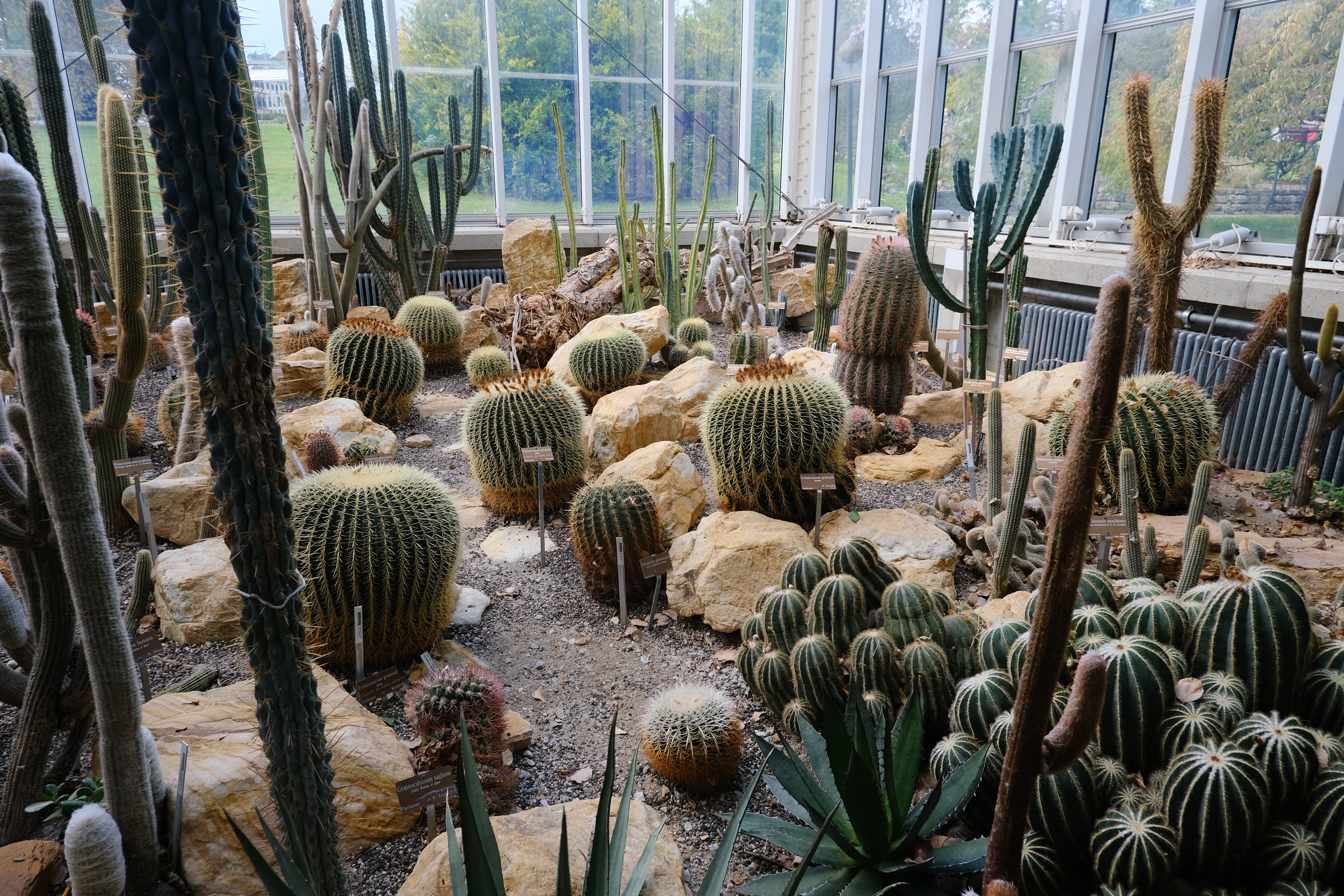
Serre tempérée
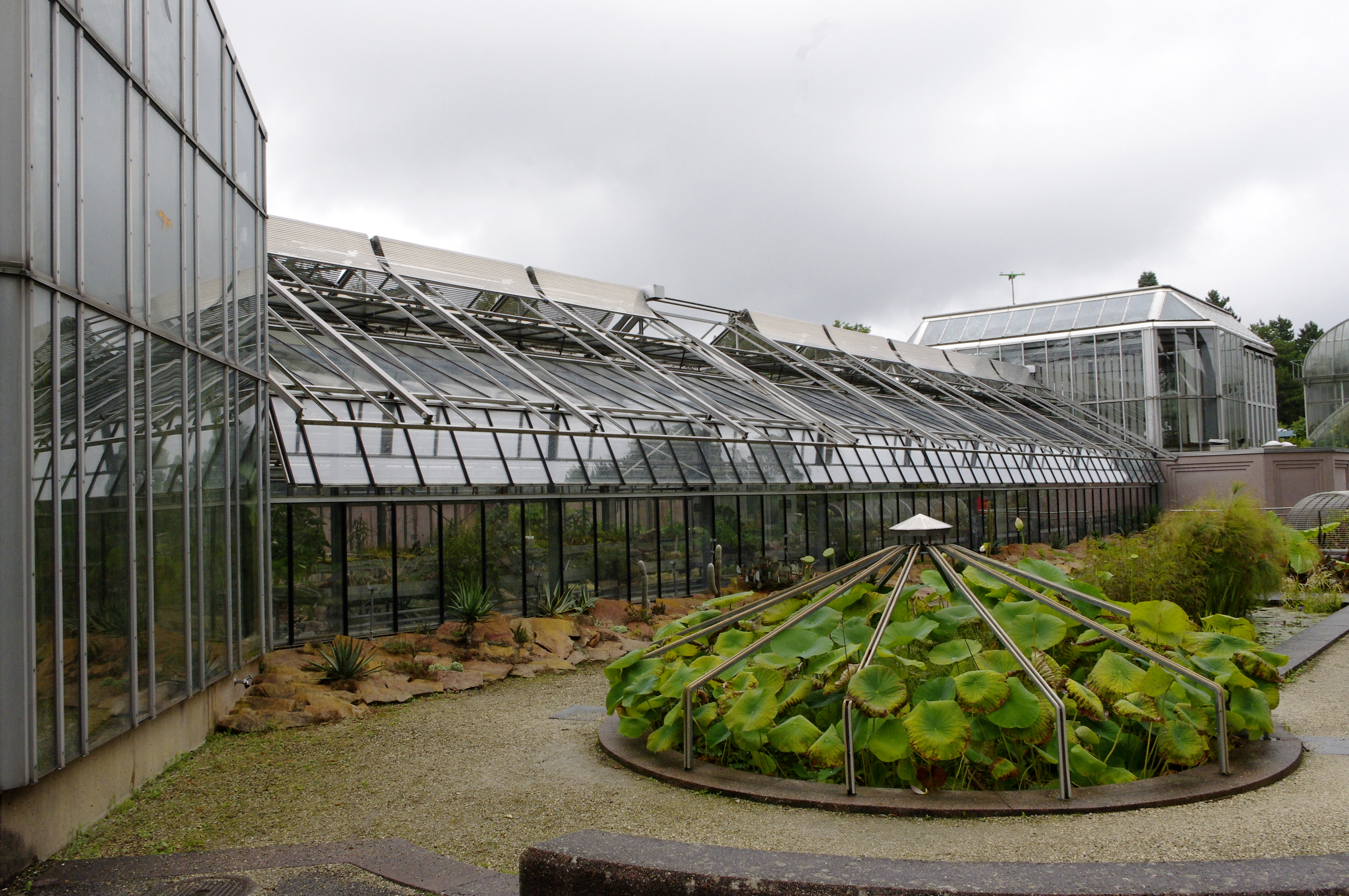
Serre tropicale
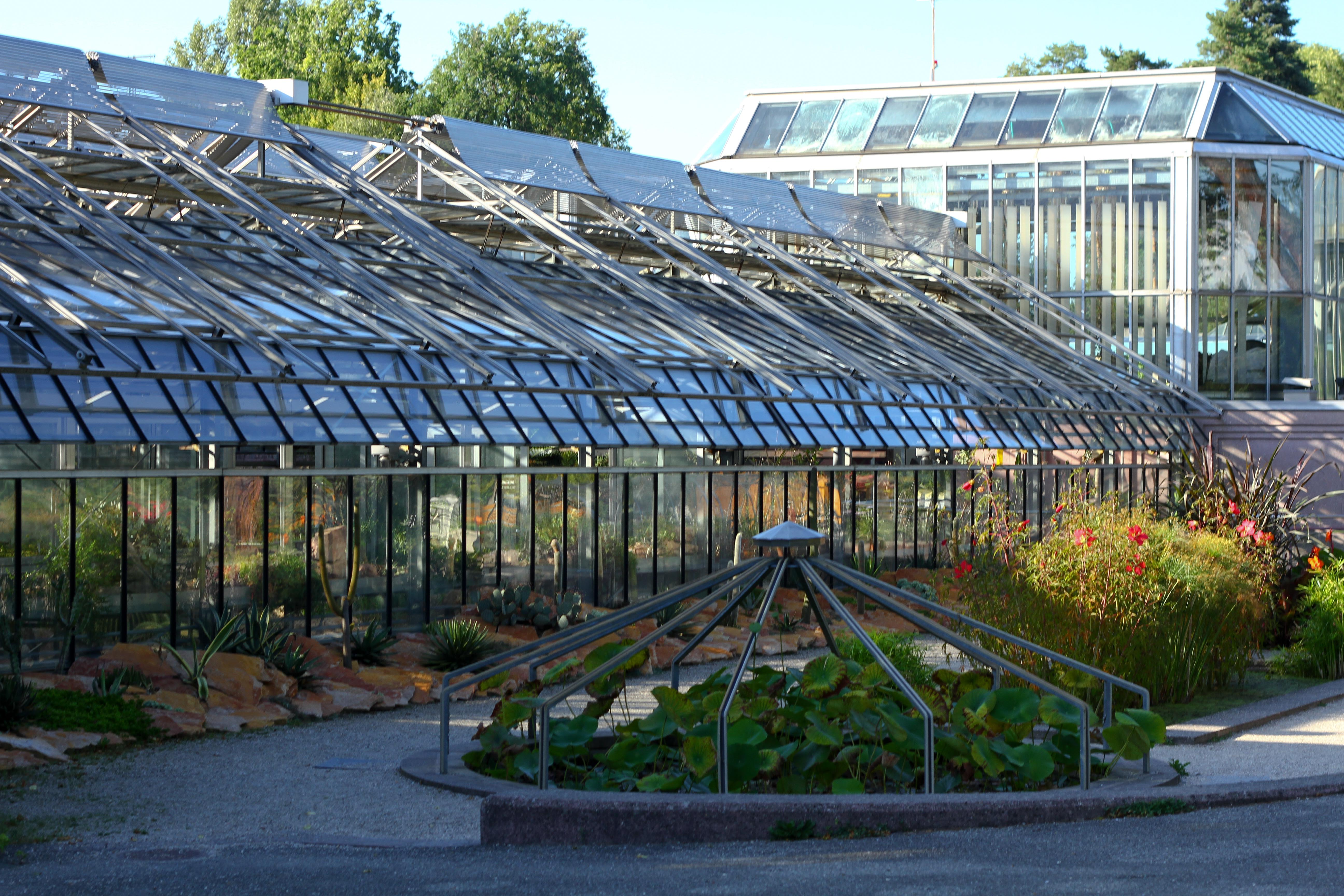
Jardin d’hiver
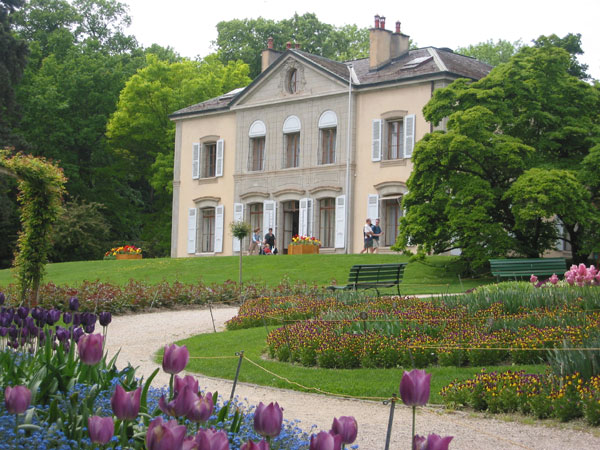
Villa Le Chêne
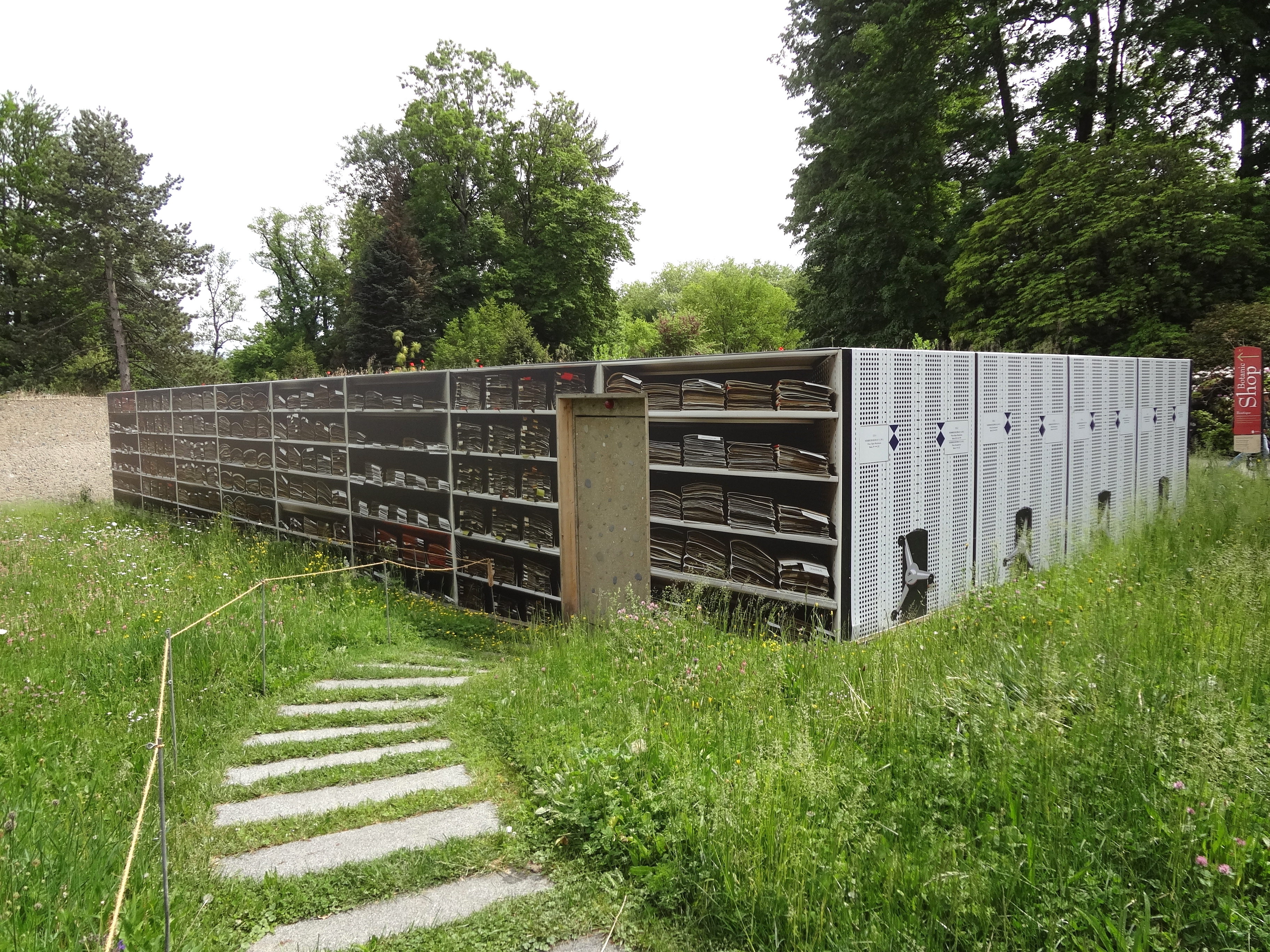
Pavillon d'accueil
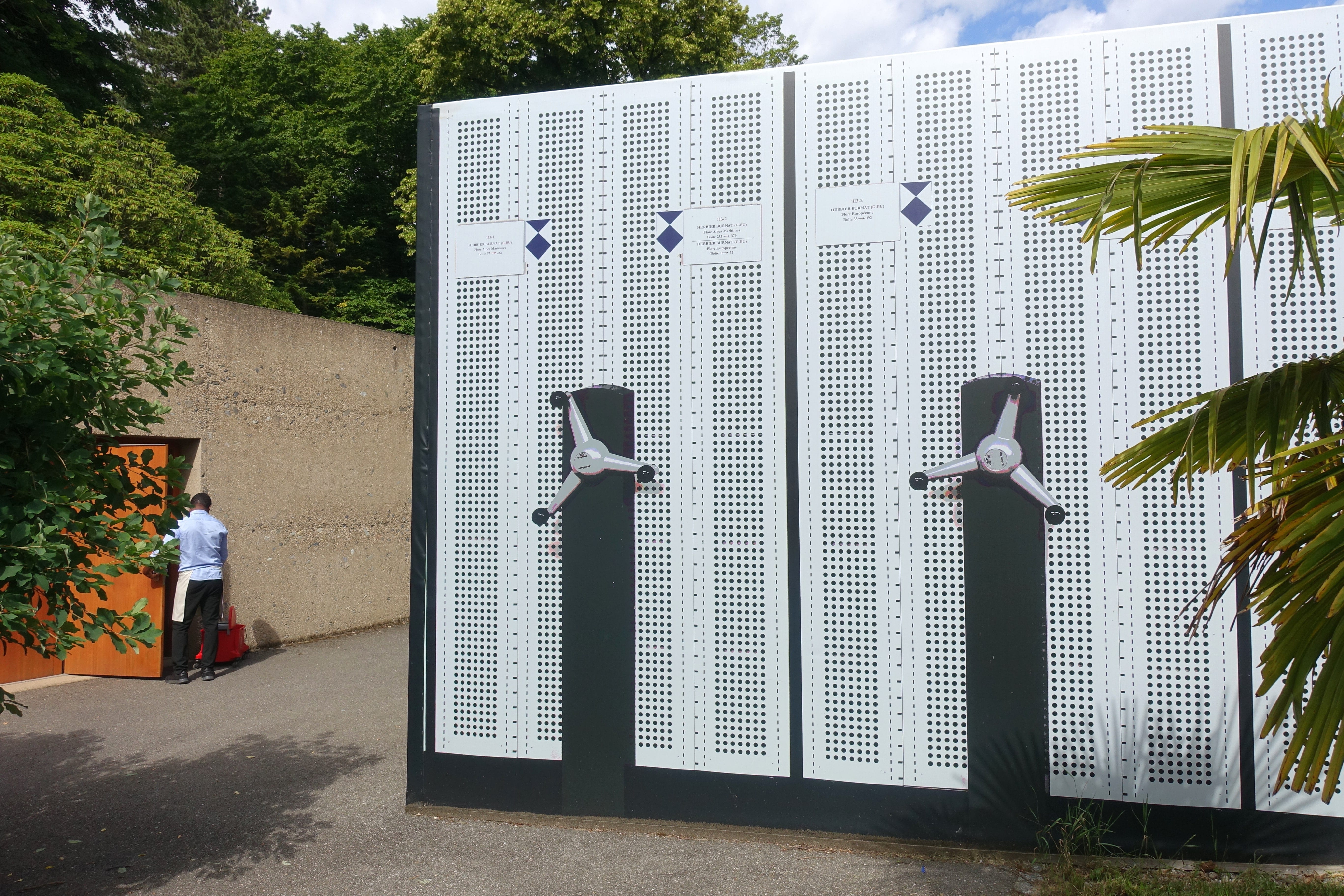
Pavillon d'accueil
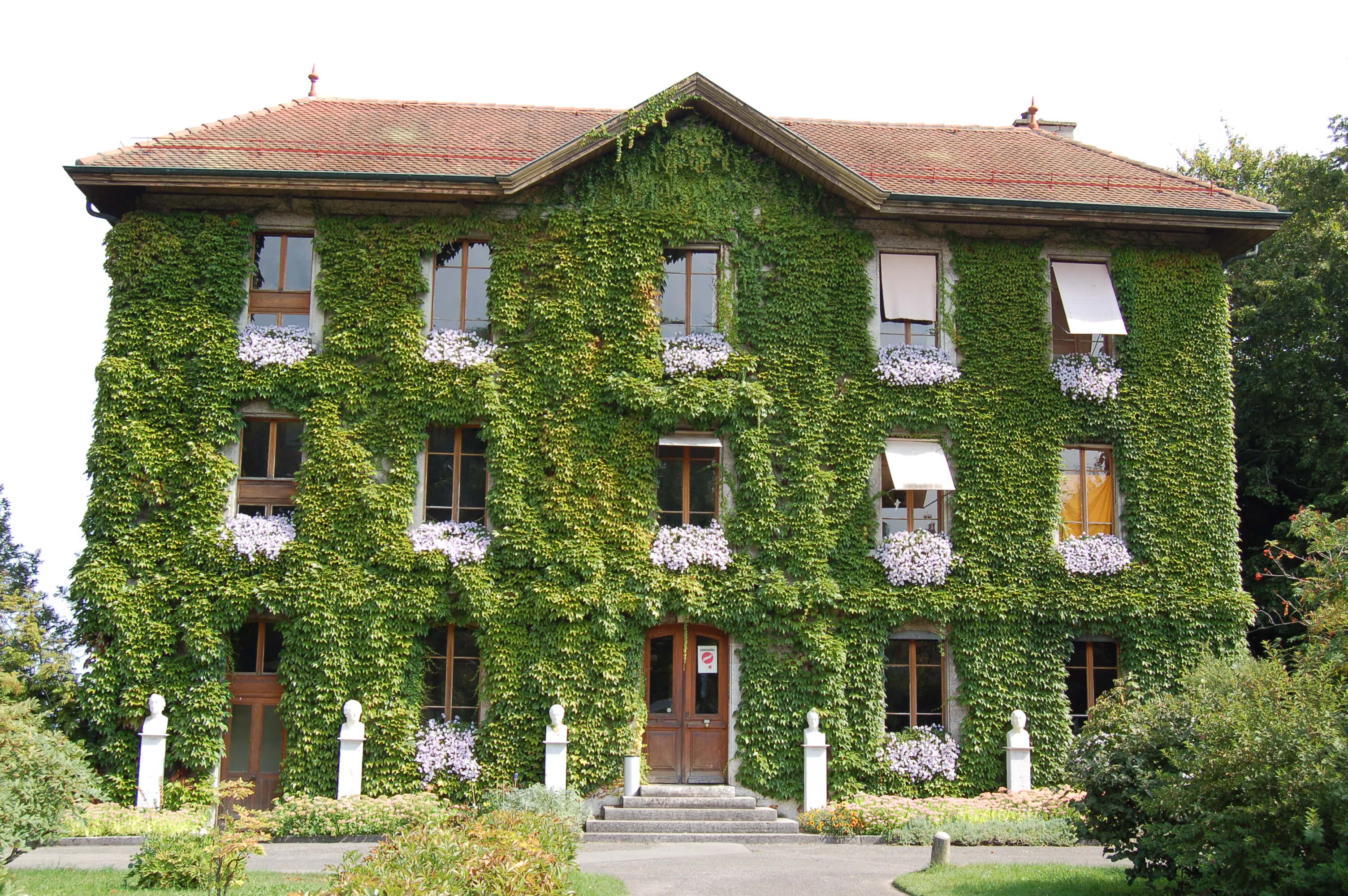
La Console

## Bio Suisse
Depuis le 1er janvier 2015, sous l'impulsion du jardinier chef Nicolas Freyre et du directeur Pierre-André Loizeau, les Conservatoire et Jardin botaniques sont convertis à la culture biologique afin de répondre aux critères de Bio Suisse, ce qui en fait le premier jardin de collectivité publique en Suisse qui respecte formellement ces normes. Au cours de plusieurs années de préparation, des méthodes de lutte biologique sont introduites dans les serres, puis dans divers secteurs. Des réflexions sont conduites pour relever ce défi tout en continuant d'assumer la responsabilité de la conservation de plantes rares. Des méthodes alternatives sont mises au point dans le but de remplacer les pesticides, les engrais chimiques de synthèse et remplir l'ensemble du cahier des charges de Bio Suisse. Pour parvenir à ce résultat, la contribution de la Haute École du paysage, d'ingénierie et d'architecture de Genève et d'un travail de bachelor d'un étudiant, a permis de détecter toutes les pratiques non conformes aux exigences fixées par Bio Suisse,. Le Jardin botanique est certifié selon le label Bourgeon depuis janvier 2017,.

## Activités
Les activités du CJB incluent recherche scientifique, pratiques professionnelles spécialisées, visites, conférences, expositions et ateliers tous publics ou destinés aux enfants. Les activités orientées vers le grand public mêlent connaissances, savoir-faire et imaginaires.

### Sciences

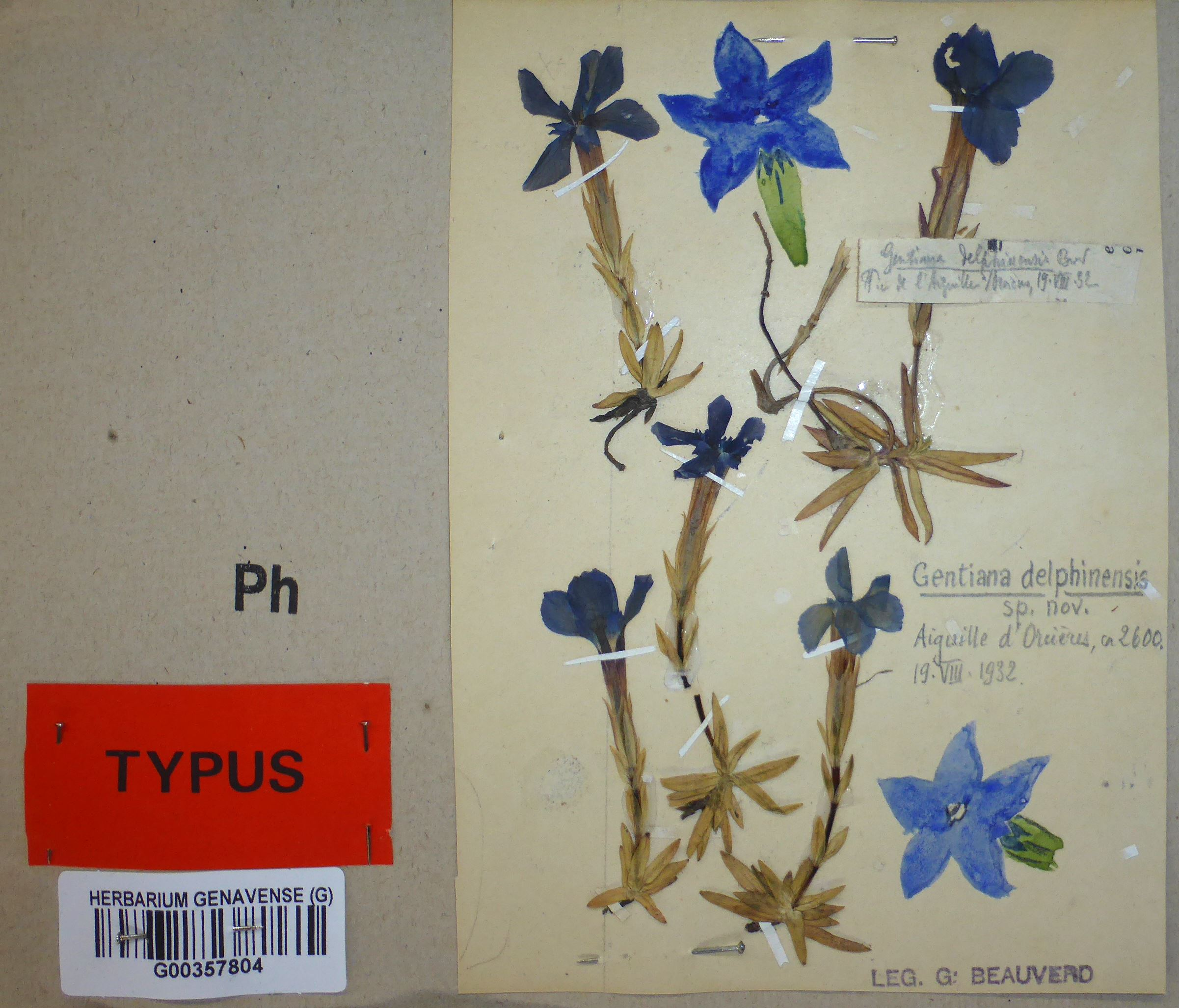
Holotype : Gentiana delphinensis.

Les chercheurs et chercheuses du CJB conduisent des recherches non seulement en botanique, mais dans des disciplines voisines ou transversales : 
- systématique, description, identification, spéciation, taxonomie, phylogénétique ;
- écologie, études de milieux et problématiques ;
- biodiversité, suivi, sauvegarde ;
- ethnobotanique ;
- histoire.

Certains programmes de recherche se focalisent sur une famille de plantes, la flore d'une région, le catalogage, et la numérisation des collections.

### Collections

#### Herbiers

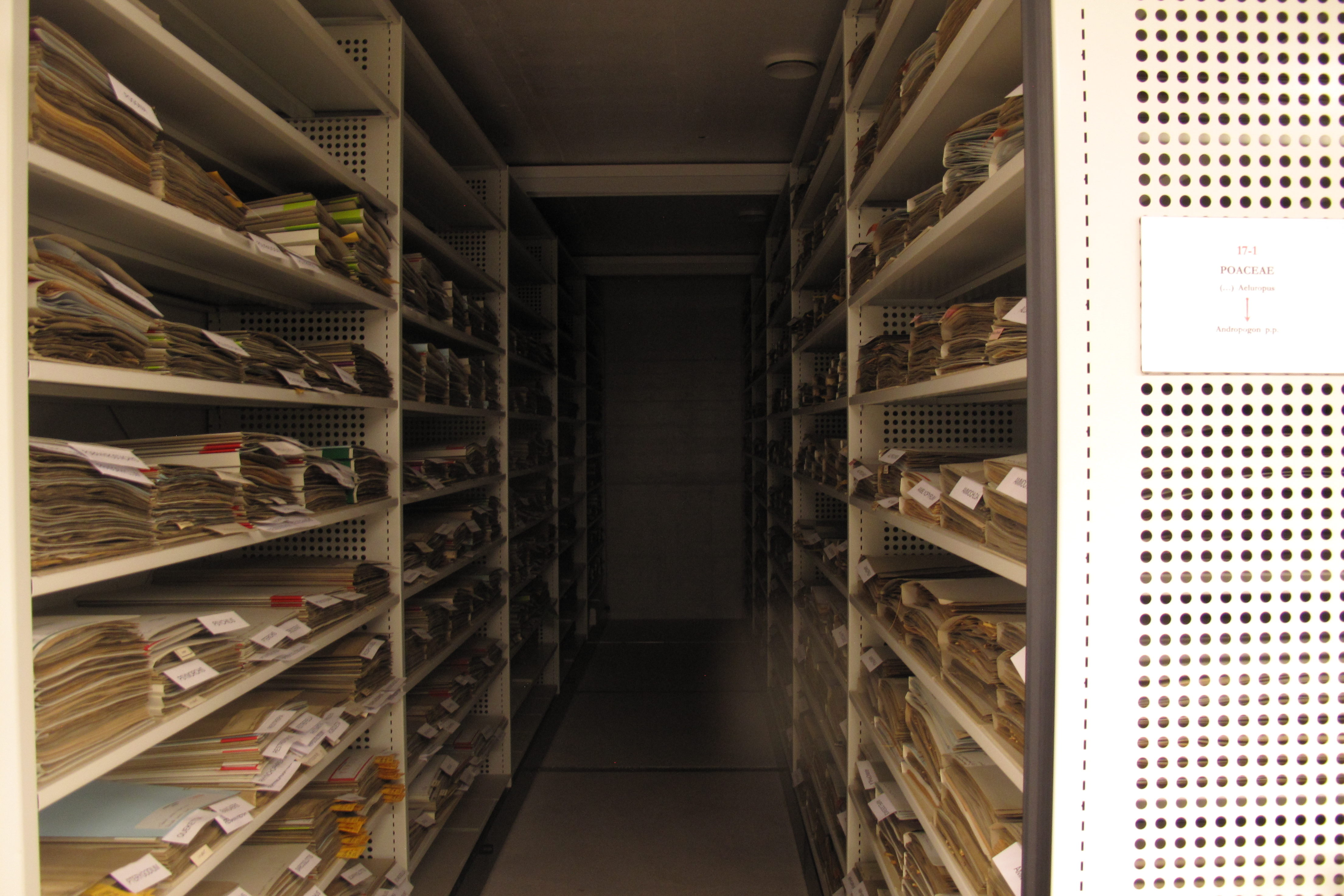
Herbiers.

Les herbiers contiennent des holotypes servant de référence pour le nom d'une plante. Plus de six millions d'échantillons sont conservés dans différents herbiers. Ils sont répertoriés dans le Système d'Informations Botanique de Genève La plupart proviennent de donations. La collection de lichens du CJB est réputée depuis la publication par Müller Argoviensis du Catalogue raisonné des lichens des environs de Genève en 1861. Elle est constituée d'échantillons envoyés par des botanistes du monde entier. Des instituts demandent des prêts et des chercheurs d'autres institutions viennent étudier les collections de lichens. Les lichens sont notamment intéressants comme bio-indicateur de pollution et par leurs particularités adaptatives.

#### Bibliothèque

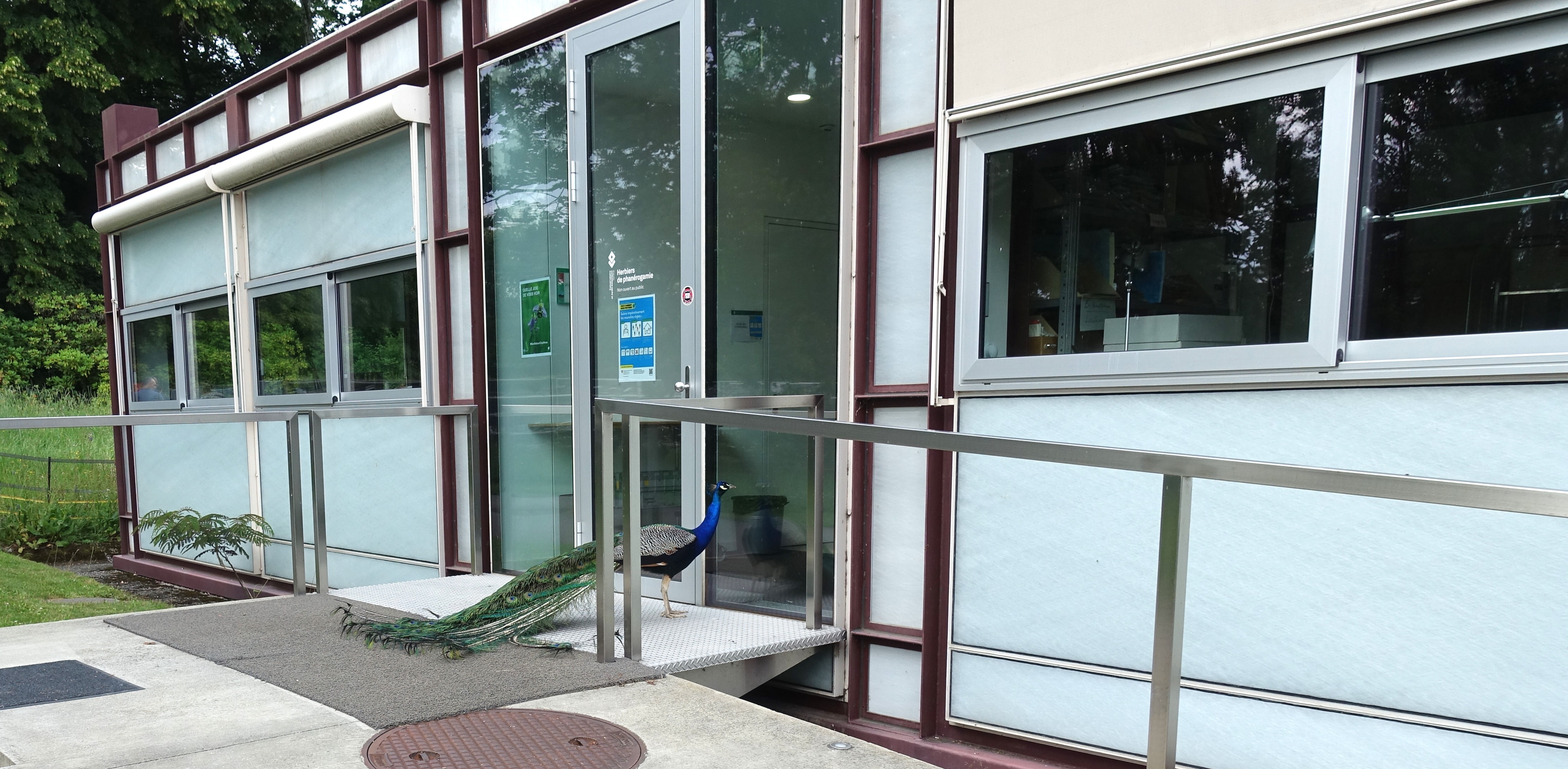
Bibliothèque du CJB.

Dans ses collections anciennes, une section spéciale est dédiée aux ouvrages dits prélinnéens, c'est-à-dire datant d'avant le premier mai 1753, donc ne suivant pas la nomenclature binominale de Carl Linné. On y trouve des traités de botanique, d’apothicairerie,  d'horticulture, d'agriculture et des récits de voyage. Le plus ancien est un incunable: Herbarius Pataviae, de 1485. Certains sont illustrés, notamment ceux de botanique médicale. Les plus anciens  reproduisent des textes antiques d'histoire des plantes, de médecine ou d'histoire naturelle, accompagnés d'images imprécises. Au fil du temps, l'observation, la réflexion et la distanciation des idées antiques permettent des dessins plus précis et réalistes dessinés in vivo. Un des auteurs de cette évolution, Leonhart Fuchs, est l'auteur de plusieurs ouvrages de botanique et de médecine, dont De Historia stirpium commentarii (Bâle 1542), illustré de bois gravés d'après nature.

#### Dessin de plantes
Le dessin de plantes est associé à la botanique dès l'antiquité. Une copie datée 1406 de planches de l'ouvrage de Dioscoride À propos de la matière médicale en témoigne. Utilisées pour la formation des médecins et apothicaires, elles sont souvent assez précises pour permettre l'identification.
Dès sa fondation, le Jardin botanique a utilisé le dessin de plantes pour compléter les herbiers, car certains taxons ne pouvaient pas être séchés et rangés dans les cartables et des éléments caractéristiques étaient plus visibles par le dessin.  
Des dessinatrices mettent leur talent au service de la science et de sa communication. Ce style de dessin vise à mettre en évidence l'essentiel tout en gardant sa beauté. L'atelier est aussi un lieu de formation.

### Collections vivantes
Le jardin est la base d'une série de collections vivantes. L'assortiment de plantes s'est constitué au fil des années en fonctions des intérêts des responsables et d'opportunités. Il est désormais orienté selon des priorités définies sur la base d'un état des lieux inscrit dans la base de données SIBG-JIC. Des objectifs sont définis, avec une méthodologie et une évaluation. Quarante collections prioritaires sont confiées à des équipes de jardiniers botanistes avec un référent scientifique, sous la responsabilité du jardinier-chef.

#### Partenariat international
Les CJB sont membres de Botanics Gardens Conservation International. Ceux-ci définissent la collection vivante comme « un groupe de plantes cultivées dans un but précis qui peut être géographique, taxonomique, thématique ou écologique ». Cette organisation s'occupe entre autres de l'application de la Convention sur la diversité Biologique.

### Conservation

#### Graineterie
Dès sa fondation aux Bastions, le jardin botanique a inclus une graineterie, en partie issue de la collection de plantes médicinales de Montpellier. Elle sert à des échanges avec d'autres conservatoires. Le CJB publie chaque année un Catalogue de graines. Depuis la mise en évidence de la diversité biologique en 1968, renommée biodiversité dès 1986, cette ressource a pris une dimension de sauvegarde à grande échelle. Le CJB respecte en particulier l'article 15 de la Convention sur la Biodiversité (Rio de Janeiro, 1992). La Ville de Genève a participé au jardin à une caravane des semences.

#### Conservation in situ
Le CJB mène des actions de préservation de la biodiversité, et notamment assurer la protection des plantes menacées dans leur milieu naturel. Les études sur ce sujet mènent à des plans d'action, puis un suivi. Le CJB collabore pour cela avec la Direction générale de l'agriculture et de la nature (DGAN) chargée entre autres de la biodiversité et des milieux naturels.

#### Conservation ex situ
En cas de menace de disparition, des plantes sont mises en culture et multipliées afin de pouvoir être réintroduites. Des graines sont mises dans la banque de semences.

#### Distinction
En 2019, le CJBG obtient le titre de "Jardin botanique expert spécialisé en conservation", par le Botanic Gardens Conservation International (BGCI). 

### Documentation et communication avec le public

#### Expositions
En 1991, l'exposition Sauvages mais compagnes porte sur la place du végétal dans notre patrimoine culturel, en s'appuyant sur l'ethnobotanique et des exemples d'objets artisanaux en bois, en vannerie, fibres ou des plantes tinctoriales.
Le Grand Bazar de l’évolution est présenté de mai à octobre 2021. 

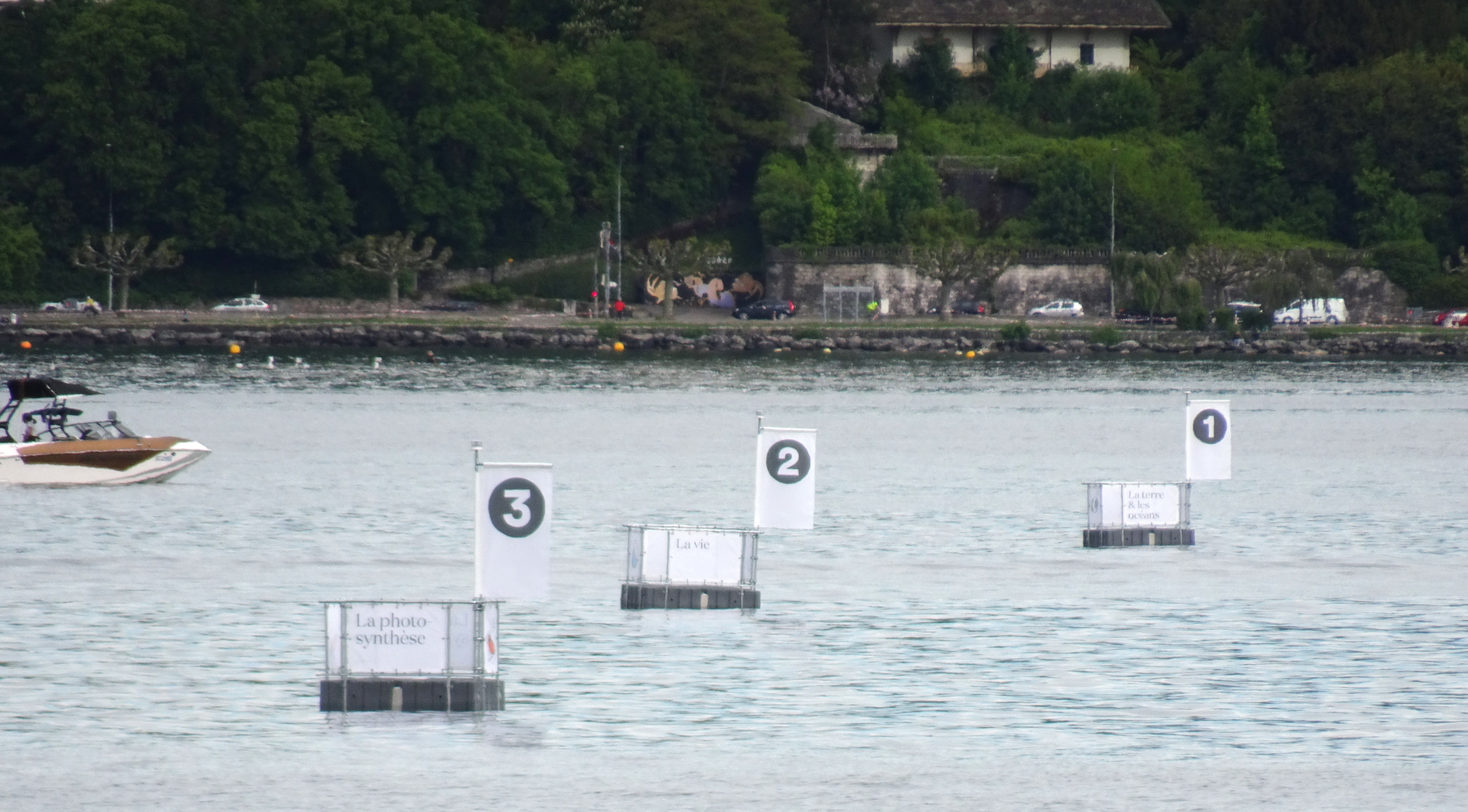
Pôle 1
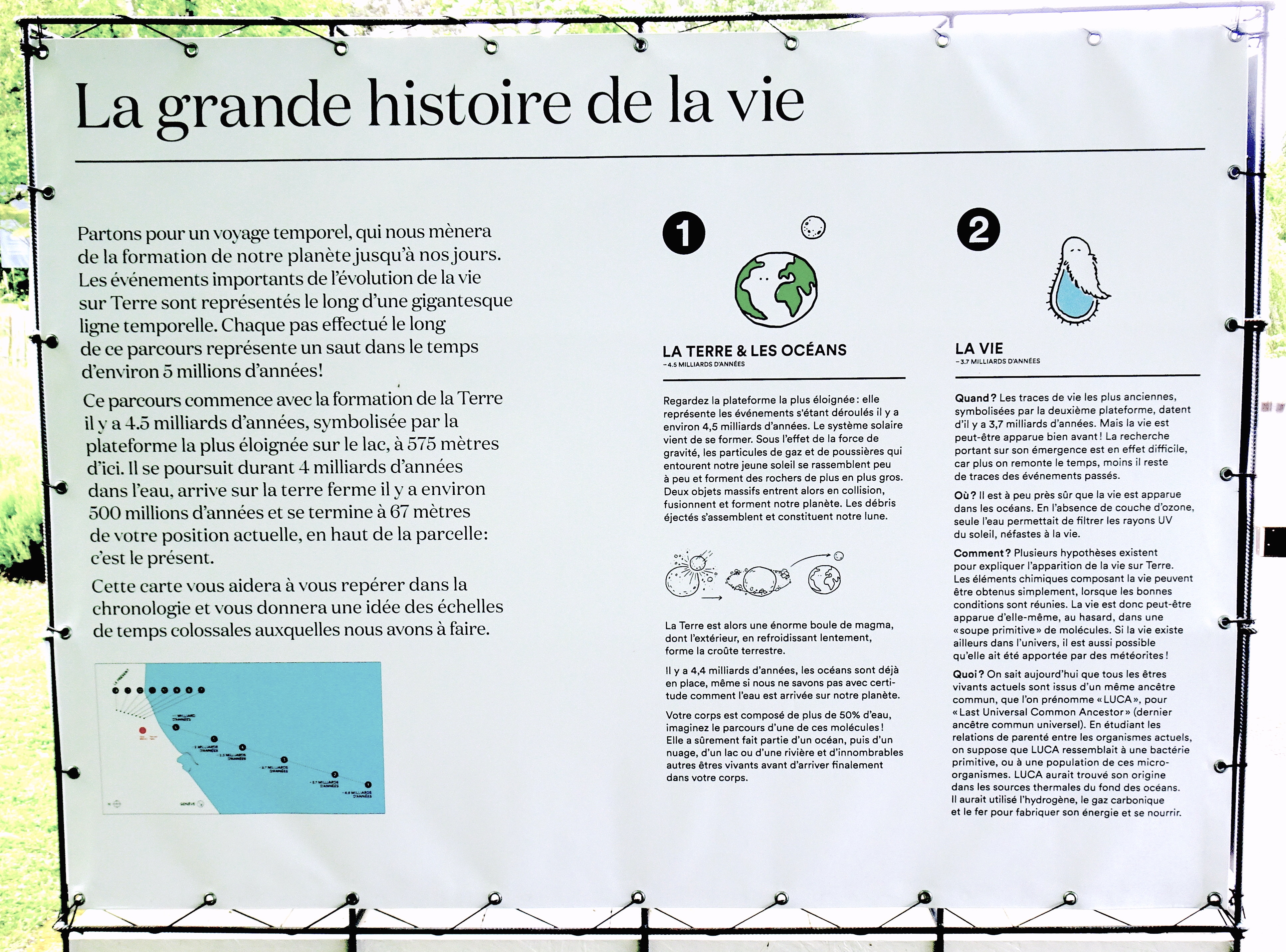
Pôle 1
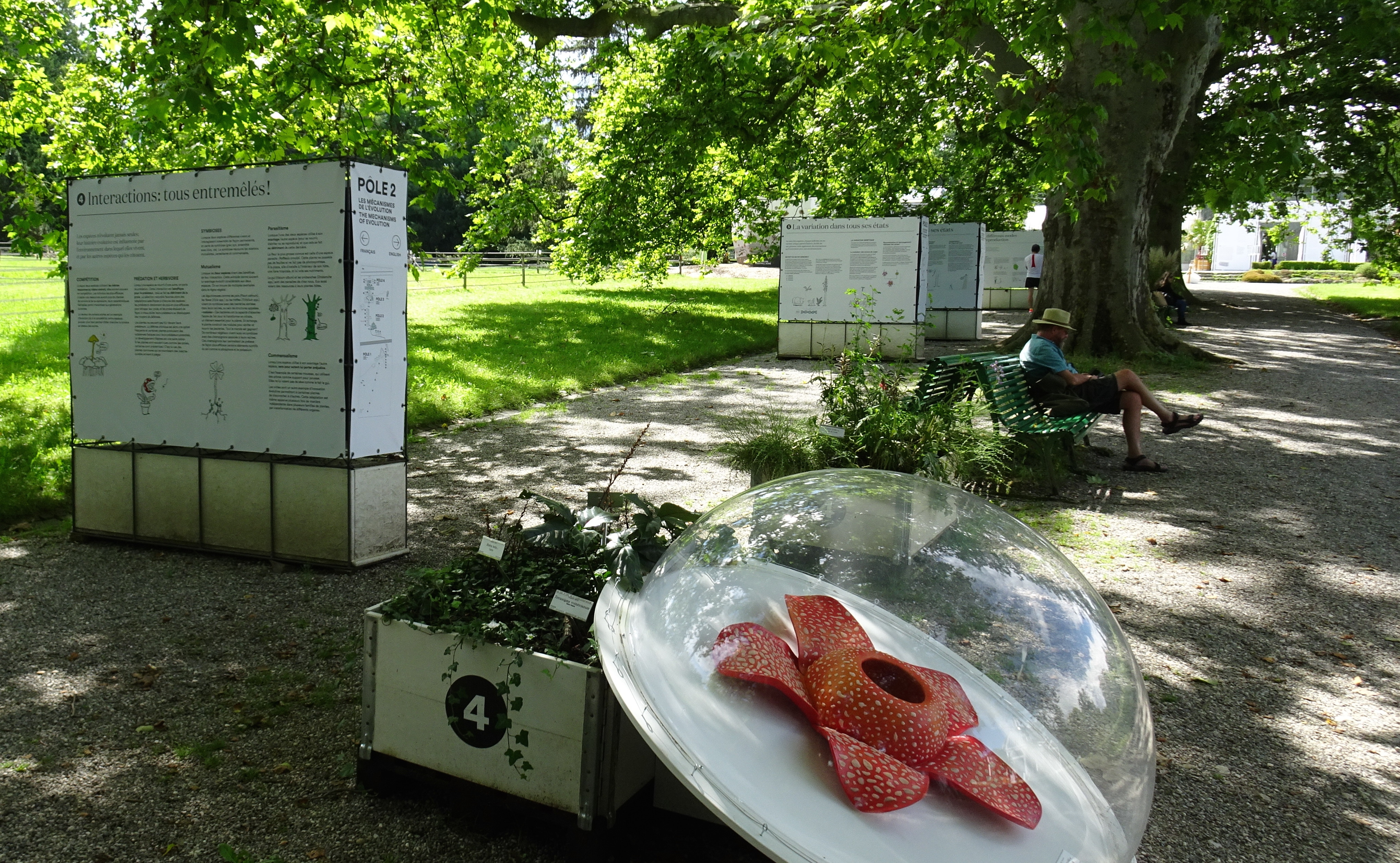
Pôle 2
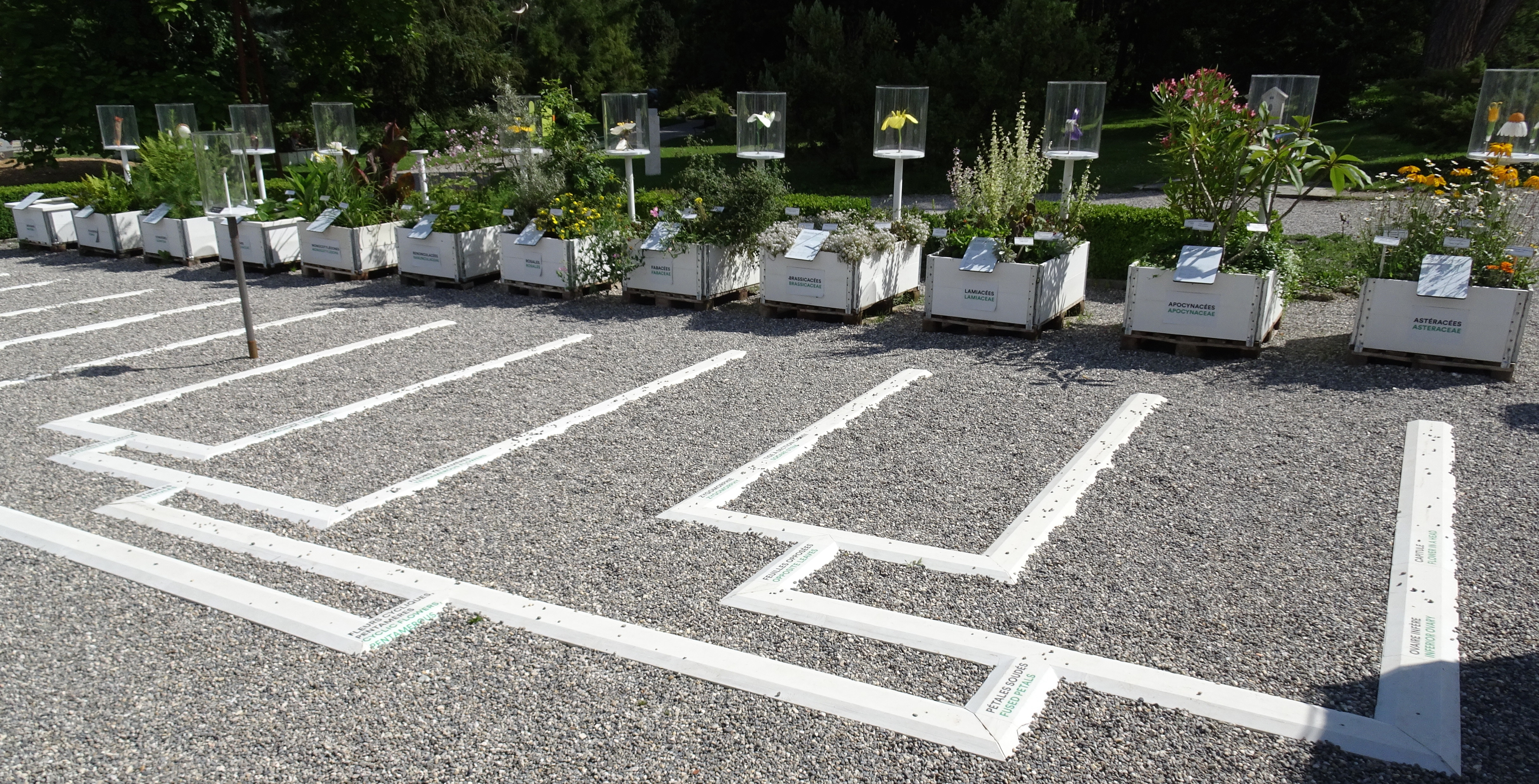
Pôle 3
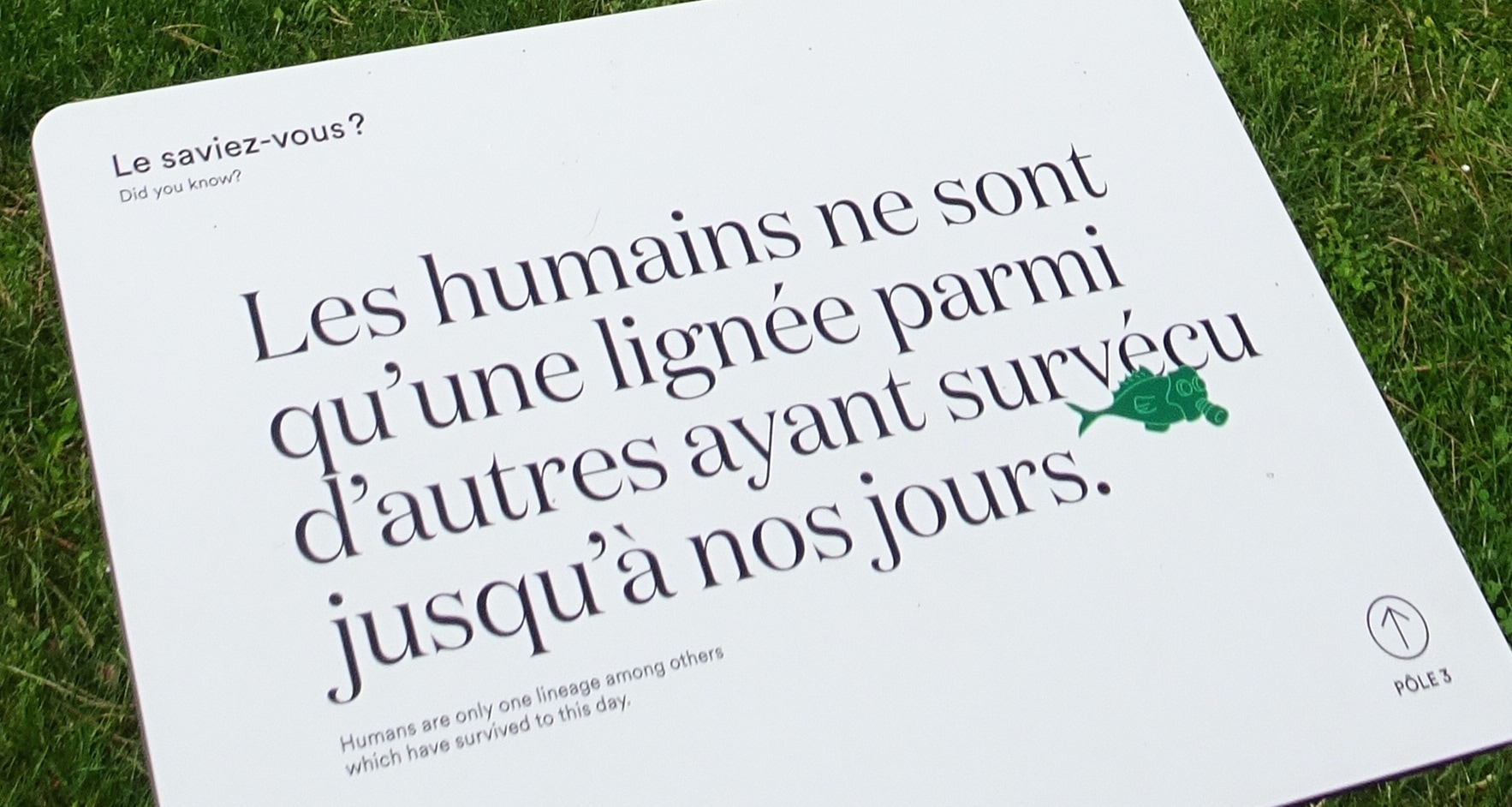
Pôle 3

#### Publications
En avril 1944, une première série d'histoires de plantes est publiée avec des moyens modeste, sous forme de stencils ; en février 1980, de nouvelles histoires de plantes démarrent, illustrées par des dessinatrices professionnelles, dans un but de vulgarisation.    
Le CJB publie des plaquettes sur des thèmes populaires, par exemple la floristique appliquée aux cueillettes sauvages, des organismes peu connus, comme les mousses et lichens, ou des biotopes négligés comme des vieux murs urbains. Elles peuvent s'articuler avec des suggestions de promenades et d'observations dans la nature.   
La Feuille Verte est le périodique des CJB. Fondé en 1982, sa parution est d’abord bisannuelle puis annuelle. Ses buts sont éducatifs et informatifs. Chaque numéro contient des comptes-rendus des années précédentes, une perspective pour l’année en cours, des sujets d’actualité et des présentations de partenaires locaux et dans le monde.

#### Excursions
Instaurées dans un but de popularisation, elles offrent l’occasion de découvrir les plantes dans leur milieu naturel, associant à la botanique une dimension écologique. Une publication situe le but de la promenade et explique les enjeux de conservation des milieux. Il contient des listes de plantes illustrées de dessins et des plans avec des itinéraires.

#### Ateliers
Le CJB propose des ateliers pour enfants et familles chaque premier dimanche du mois, par exemple sur le thème du langage des arbres.